# Fondation européenne (1977-1987)
 (mai 2025).
 (mai 2025).
- Si vous ne connaissez pas le sujet, laissez ce bandeau (vous pouvez alors contacter les auteurs).
- Si vous supprimez le contenu mis en cause (vous pouvez préalablement contacter les auteurs),

argumentez précisément cette suppression dans la page de discussion
(un manque de référence n'est pas un argument ; une recherche réelle de référence doit avoir été effectuée, être formellement documentée).
Pour les articles homonymes, voir Fondation européenne.
La fondation européenne est une initiative lancée en 1977 par les dix membres de la Communauté économique européenne, à savoir l'Allemagne de l'Ouest, la Belgique, le Danemark, la France, l'Irlande, l'Italie, le Luxembourg, les Pays-Bas, le Royaume-Uni et la Grèce. Elle avait pour but de renforcer la coopération entre les États membres de la communauté et leurs citoyens. Ayant tenté en vain, de se mettre en place durant une décennie, elle a joué un rôle dans le développement d'une conscience européenne à travers une dimension culturelle, sociale et humaine.

## Contexte de création
Après la Seconde Guerre mondiale, l’Europe est profondément marquée par divers conflits et crises, mais qui toutefois cherche à garantir la paix et la stabilité. C’est dans ce contexte de reconstruction et de volonté d’unité que nait l’idée d’une coopération européenne.
De fait, l’Europe a connu des années qualifiées « eurosclérose » qui en d’autres termes ont complètement déstabilisé le continent notamment au début des années 1970, part le quadruplement du prix du pétrole en quelques mois ainsi que les problèmes sociaux qui s’ensuivirent tel que le chômage, l’inflation, les grèves.
En outre, cette volonté de coopération européenne a rencontré davantage de problèmes, en effet, la culture est l’un des domaines ou l’Union Européenne évolue en accord avec le traité de Maastricht (1992) mais qui n’était pas pour autant compétent avant 1992. Plonger dans la culture signifie inéluctablement d’entrer dans le particularisme national, des univers mentaux spécifiques, et de ce fait être confronté à des défis idéologiques ainsi que politiques . De plus, l'UE comprend différents pays ayant chacun une histoire, une culture, un système politique et des intérêts économiques bien différents ce qui rend encore plus difficile une collaboration fluide.
Dans un tel contexte européen difficile, il est ardu pour la Commission européenne de se faire valoir ou par la même occasion aboutir à de nouveaux projets en ayant accès à toutes ses compétences.
Cette initiative de coopération européenne vient d’un belge prénommé Léo Tindemans, c’est notamment la Belgique qui fut un acteur engagé dans les efforts de relance de l’intégration européenne qui soutenait l’idée d’une Fondation Européenne, c’est suite à cela que l’on se concentre sur la Belgique qui s’est retrouvé avec l’objectif de présenter une double réalité. La première est que ce projet de la fondation émerge en parallèle aux intérêts des communautés belges pour les affaires culturelles internationales, ce qui prouve une première difficulté pour la Belgique après sa fédéralisation, la seconde est le grand intérêt que porte chacune de ces communautés linguistiques sur la culture dans un cadre international et national.
Ce n’est qu’à partir du 5 décembre 1977 que le Conseil Européen acquiesçait le principe de création de la fondation et mobilisait le Conseil de l'Europe ainsi que la Commission pour se pencher sur la question de cette fondation, tout en prenant compte des différents aspects qui concernent ces deux entités, mais c’est le 29 mars 1982 que « l’accord instituant une fondation européenne » a été signé par les ministres des Affaires lors du Conseil européen de Bruxelles.

## Objectifs
Ce n’est pas sans raison que l’idée de mettre en place une Fondation Européenne fut initiée. Puisqu’en effet, sur base du rapport Tindemans, un constat demeure : il est
nécessaire de mettre l’accent sur un sentiment d’appartenance commun à chaque peuple,
malgré leurs différences. Dès lors, une communauté telle que la Fondation Européenne
aurait pour mission de fonder une « Europe des citoyens » basée sur une dimension
partagée par chaque nation et les membres de celles-ci ainsi qu’une logique coopérative
et compréhensive.
Mais qu’était-ce donc cette dimension partagée en question ? Bien que la Fondation portait
son attention sur plusieurs domaines, l’un d’entre eux se distinguait nettement, à savoir la culture. L’idée étant de dépasser les frontières de chacun des États membres de l’UE dans l’objectif de créer une identité commune à chaque peuple, une culture
partagée de tous, allant au-delà de celle propre à chaque nation. Dès lors, il est important
de préciser que dans le cadre de ce projet, le terme « culture » doit être, bien évidemment
entendu dans un sens humaniste, civilisationnel, doté d’un héritage commun centré sur
des valeurs et une histoire.
De ce fait, afin de promouvoir cet idéal et cet objectif, la Fondation envisageait de financer
différents secteurs d’activité qui pouvaient lui permettre d’accroître le contact entre les
différents peuples tels que l’enseignement, la science, la culture (au sens artistique), et
bien d’autres.
Cependant, cette Fondation Européenne reste tout de même restreinte sur les matières à
traiter puisque cela doit se faire dans le respect des compétences déjà attribuées aux
diverses communautés et institutions.

## Organisation

### Une structure fondée sur l'autonomie
Le texte de l’accord et les travaux du Comité préparatoire permettent de dessiner l’architecture de la Fondation. Celle-ci reposait sur quatre organes principaux :
1. Un Conseil de la Fondation, organe stratégique, chargé de définir les grandes orientations politiques et les priorités d’action. Il devait être composé de représentants des États membres désignés par les gouvernements, la Commission européenne et le Conseil des ministres. Après de longs débats, il fut finalement convenu d’inclure trois représentants du Parlement européen, élus parmi les vice-présidents de la commission parlementaire de la culture, de l’information et de la jeunesse. Ce compromis visait à apaiser les critiques du Parlement, initialement exclu du processus. Les membres du conseil sont au nombre de 40 et sont désignés selon trois modalités : 20 membres sont nommés d’un commun accord par les États signataires, 10 membres sont nommés par la Communauté européenne via ses procédures internes et 10 membres sont cooptés par les 30 membres précédemment désignés[14] ;
2. Un Comité préparatoire, actif dès 1982, présidé par l’ambassadeur français Jean-Daniel Jurgensen, avec pour coordinateur Théo Vogelaar. Ce comité avait pour mission de définir les modalités d'organisation interne de la Fondation et d’élaborer un programme préliminaire d’action. Ce dernier, rendu public en mars 1987, proposait une structure d’activités en cinq volets : jeunesse, culture, médias et information, apprentissage des langues et identité européenne / informatique ;
3. Un Secrétaire général, organe exécutif de la Fondation, nommé par le Conseil et non par un État ou une institution, ce qui renforce encore l’indépendance fonctionnelle de l’organisation. Théo Vogelaar convoitait ce rôle. Ce secrétariat aurait été chargé de la mise en œuvre des décisions du Conseil, de la gestion administrative et financière de la Fondation, ainsi que de la coordination des projets ;
4. Des comités d’experts ou groupes de travail thématiques, chargés d’élaborer des propositions concrètes dans les domaines d’action prioritaires, en lien avec les organisations partenaires (Conseil de l’Europe, Fondation culturelle européenne d’Amsterdam, Centre culturel de Delphes, etc.).

### Différentes ressources financières
L’indépendance de la Fondation se reflète également dans sa gestion financière. Elle dispose :
- d’un budget propre, géré selon des règles précises ;
- d’un financement communautaire (subvention de la Communauté européenne), soumis au contrôle de la Cour des comptes ;
- de contributions volontaires, publiques ou privées, qui sont appelées à devenir une source majeure de financement à terme ;
- les dépenses communautaires affectées à la Fondation sont considérées comme non obligatoires, donnant au Parlement européen le dernier mot en la matière.

### Un modèle de coopération entre États
La Fondation n’a pas vocation à remplacer les institutions existantes, mais à coopérer avec elles. Elle agit de manière complémentaire, en évitant les redondances. Une coopération étroite est envisagée avec les institutions communautaires, le Conseil de l’Europe (sans chevauchement avec les programmes culturels déjà existants), des organismes privés ou publics tels que la Fondation de la Culture européenne (Amsterdam) et le Centre culturel européen de Delphes. La Fondation se veut catalyseur d’initiatives transnationales, là où les structures nationales atteignent leurs limites.

## Évolution
Si l’idée d’établir une telle fondation a pris autant de temps, pour finalement déboucher sur un échec, ce n’est pas pour rien. En effet, celle-ci fut confrontée à divers désaccords qui seront analysés selon trois étapes distinctes, à savoir de 1977 à 1982, de 1982 à 1987, et de 1984 à 1987.

### De 1977 à 1982: début de l'élaboration de l'accord
La première étape de l’évolution, fut, comme cité ci-dessus, celle allant de 1977 à 1982 établissant cette Fondation sur base d’un accord. 
Tout commence le 17 novembre 1977 lorsque le rapport sur la création de cette Fondation fut transmise aux différents États, dont Léo Tindemans fait preuve de soutien, en envoyant 13 jours plus tard, une lettre aux différents chef d’État et aux gouvernement. 
Après avoir été accepté par le Conseil Européen en décembre, des discussions pouvaient dès lors débuter en 1978. Cependant, de nombreux désaccords ont surgi, notamment sur la base légale de cette Fondation, sur la place des communauté, le nombre de membres en faisant partie, le financement de ce projet, ce qui mettra tout en pause. 
En ce qui concerne la base légale de ce projet, plusieurs solutions avaient été envisagées comme le concrétiser par le biais d’un traité, ou bien d’en faire un acte privé, ou encore, un accord intergouvernemental. Les résultats sont tels que la première solution a reçu le soutien de plusieurs pays, à savoir l’Irlande, le Luxembourg, la Belgique, et l’Italie, la seconde fut écartée, alors que la dernière fut favorisée par la France ainsi que le Danemark. Après avoir fait l’objet de désaccord, une solution fut finalement envisagée le 7 et 8 avril 1978, convenant à chacun : celle d’effectuer un accord intergouvernemental, mais qui serait tout de même encadré par les institutions européennes. 
Malgré tout, ce n’est pas le seul sujet débouchant sur un conflit, puisqu’en mai 1978, c’est la place des communautés au sein de l’accord qui est questionné. Le service des commissions ainsi que la majorité des États membres sont en faveur de cette inclusion, sous prétexte que les tâches de la Fondation, sont aussi en parties celles des communautés. Cependant, en juin 1978, une nouvelle fois, la France et le Danemark s’opposeront. 
À cela, s’ajoute aussi un conflit bien moindre aux précédants qui est de savoir si les actions futures de la Fondation devaient être énumérés au sein de l’accord. Ce à quoi, la France s’insurgera sous prétexte qu’il est nécessaire de ne pas le faire, afin de garder une indépendance. 
Mais encore, le nombre de membres au sein du conseil à créer est cette fois remis en cause. Alors que pour la France, il est nécessaire d’y avoir 36 membres dont la moitié est nommé par les États signataires, pour le Royaume-Uni, il n’en faut que 17 pour assurer une légèreté dont 9 viendront des États, tandis que pour les Pays-Bas, il n’en faudrait que 27 avec une représentation égale entre ses composants. 
Par ailleurs, le financement fait aussi l’objet de désaccord puisque le Conseil Européen est en faveur d’une dotation initiale des États afin de financer le lancement du projet, la majorité des États membres quant à eux sont en faveur d’une contribution annuelle durant cinq années, excepté la France, qui, quant à elle, fidèle à ses idées bien souvent contraire, était en faveur d’un paiement unique en capital dont les intérêts seraient utilisés pour financer l’institution. À cela, s’ajoute une contestation générale au sujet de la somme totale qui est de 20 millions d’euros. 
À la suite de ces nombreux désaccords, le dossier est laissé sur le coté en décembre 1978 avant d’être remis à l’heure par la Belgique, proposant une solution simple : établir l’accord entre les États membres et inviter plus tard la commission par le biais d’un traité entre elle et la Fondation. Sans surprise, suite à un nouveau désaccord de la France, le dossier fut renvoyé pour un nouvel examen. 
Ce n’est qu’en 1980 que plusieurs initiatives ont été effectuées au Parlement afin de relancer le projet. Dès lors, en 1981, la France veut reprendre les négociations en abandonnant ses exigences et en suivant l’idée de la Belgique. Ce qui poussera par ailleurs le Danemark à faire de même. 
Tout cela a donc permis de reprendre les discussions et de se mettre d’accord au fur et à mesure sur ce qui était à la base si conflictuel. En plus de la proposition Belge qui a fini par faire l’unanimité, les membres du conseil, le financement de la Fondation, le rapport aux communauté fut finalement tranché. Les résultats sont tels que l’initiative de la France au sujet des membres fut approuvé, le montant fut finalement adapté à 4 millions d’euros à payer sur trois ans, et que l’inclusion des communautés se feront par le biais d’échange de lettre avec la Fondation. 
C’est donc le 29 mars 1982 qu’il y a eu un accord qui fut signé au sein du Conseil de l’Europe par tous les États membres.

### De 1982 à 1987: le cas de la Belgique fédérale
L’Accord instituant la Fondation européenne, signé le 29 mars 1982 par le ministre des Affaires étrangères Léo Tindemans, entrait dans le champ de compétences des communautés, notamment en matière culturelle. Pourtant, celles-ci ne furent pas associées aux négociations, en violation apparente de l’article 81 de la loi spéciale sur les réformes institutionnelles (LSRI). Cette omission suscita les critiques des parlementaires francophones, spécifiquement au Sénat, où le parti FDF dénonça une marginalisation des entités fédérées.
Entre 1984 et 1987, les communautés utilisent pleinement le levier que leur offrait l’article 16 de la LSRI : elles ont bloqué la ratification du traité. Ce fut particulièrement le cas de la communauté française, dont le ministre-président Philippe Monfils déclara en 1986 qu’il n’y aurait pas d’assentiment sans garantie de représentation.
Finalement, face à cette pression, Tindemans céda finalement et un accord fut trouvé pour que les deux membres belges au Conseil de la Fondation soient désignés d’un commun accord entre l’État fédéral et les communautés, en respectant un équilibre linguistique. La communauté française donne son assentiment le 21 octobre 1986, suivie par la communauté germanophone le 19 décembre, puis par la communauté flamande début 1987.

### De 1984 à 1987: l’échec du projet de la Fondation
En juin 1982, un comité préparatoire pour la Fondation Européenne établie à Paris se réunissant plusieurs fois par an dans le but de rédiger un programme d’action préliminaire pour la Fondation.
Malencontreusement, le 21 mai, le président de la Fondation Comité préparatoire Jurgensen a suggéré que la fondation européenne soit conclue entre neuf états en excluant les Pays-Bas qui ont refusé d’y adhérer ainsi que le rejet d’une politique culturelle européenne et aurait approuvé une approche plus communautaire dans ce domaine. Toutefois, l’adhésion de neuf états va à l’encontre de l’article 26 de l’accord du 29 mars 1982 qui stipulaient que la fondation entrerait en vigueur un mois après que tous les états qui signent aient déposé leur instrument de ratification.
Cependant, un problème demeure, en effet, les premiers mois qui suivirent la conclusion de l’accord du 29 mars 1982 ont été éclipsés par les diverses critiques exprimées par le Parlement européen.
Un peu plus tard, l’idée d’une « citoyenneté démocratique européenne » accompagnée par des activités culturelles et artistiques revient en force et par ailleurs, la nécessité de doter l’Europe d’une force de « frappe » dans la recherche ainsi que dans l’enseignement.
En 1984, la Commission européenne sous la présidence de Jacques Delors, va marteler l’idée d’une relance à la fois économique et citoyenne dans laquelle la culture jouera un rôle important.
Le 19 mai 1987, le projet de loi qui a approuvé l’accord d’établissement de la « Fondation Européenne » a été rejeté par 42 votes contre 27, une première depuis 1927 dans le pays (Pays bas) c’était la première fois qu’un traité communautaire est rejeté depuis le déclin de la CED en 1952.

## Sources

#### Législation
- Loi spéciale du 8 août 1980 de réformes institutionnelles, art. 16, 81.
- Bulletin of the European Communities, 5/77, Report by the Commission on the Establishment of a European Foundation to the European Council, p. 7-23.

#### Doctrine
- AUTISSIER, A. M., « Intégration européenne et culture. Retour sur un parcours accidenté (1970-2007) », Les lucarnes de l’Europe, M. F. LEVY, M. N. SICARD (dir.), Paris, La Sorbonne, 2020, p. 171-183.
- DABE, X., « The European Foundation : A Stillborn Project in the Face of Belgian Proto-Federalism (1977-1987) », Journal of European Integration History, Vol. 30, n° 2, Nomos Verlagsgesellschaft Baden-Baden, 2024, p. 319-338.
- GRENON, J. Y., « Au-delà de la Communauté, vers l’Union européenne : le rapport Tindemans », Etudes internationales, Institut québécois des hautes études internationales, 1976, p. 252-265.
- LALOUX, P. O., « La Commission européenne 1973-1986 », Histoire et mémoires d’une institution, E. BUSSIERE, V. DUJARDIN, M. DUMOULIN, P. LUDLOW, J. W. BROUWER, P. TILLY (dir.), European Union, 2014, p. 462-474.
- PERRIAUX, A. S., « La communauté économique Européenne, les états et la culture 1957–1987 », Revue de synthèse, P. BOUCHERON, E. HERMANT, M. NEUBER, O. HARARI (dir.), Vol. 111, Springer, 1990, p. 271-287.
- TINDEMANS, L.,  « La fondation européenne », Études diplomatiques, Vol. 37, n° 1, 1984, p. 5-12.